# Stazione di Lissone-Muggiò
La stazione di Lissone-Muggiò è una fermata ferroviaria della linea Chiasso-Milano. È situata in piazza della Stazione, nel territorio di Lissone, a servizio di quest'ultima città e della vicina Muggiò. Serve anche agli abitanti di Vedano al Lambro e alla zona di Birona-Cazzaniga di Monza. Il bacino della sua utenza è in continua espansione per l'aumento della popolazione della zona.

## Storia
Sebbene il territorio comunale di Lissone fosse attraversato dalla ferrovia per Como fin dal 1849 e servito dalle vicine stazioni di Desio e Monza, la stazione fu costruita solo nel 1882. Abbattuto il vecchio edificio, nel secondo dopoguerra venne edificato il nuovo fabbricato viaggiatori, recentemente restaurato.
La stazione venne trasformata in fermata impresenziata il 9 luglio 2003.
Nel periodo 2005-2008, è stata rinnovata la sala d'attesa, e in tale periodo sono stati creati alcuni spazi commerciali, tuttavia ancora in attesa di essere assegnati.
In alcuni locali al piano terreno, hanno trovato spazio la sede della Pro Loco "Città di Lissone" , già da qualche anno pero' trasferitasi in centro paese e dell'associazione Velo Virtus Lissone, mentre i locali al primo piano (costituiti dall'ex appartamento del capostazione) sono ancora oggi in attesa di essere assegnati.
Durante i primi mesi del 2017 la fermata è stata sottoposta a lavori di ammodernamento a seguito della notevole affluenza di pellegrini in occasione della prevista messa al parco di Monza di papa Francesco il 25 marzo 2017.
Gli interventi hanno principalmente coinvolto il binario 1 che è stato dotato di una nuova rampa di accesso.
È ipotizzabile che in futuro venga ampliata o ricostruita a ponte sulla Valassina ed unificata con quella di Desio, dalla quale già oggi dipende. 
Si prospettava che venisse anche istituito un posto di Polizia locale per far fronte ad alcune esigenze di sicurezza della zona. 
Ad oggi non si è fatto ancora nulla, I locali sono ancora in via di assegnazione dal 2003.

## Strutture ed impianti

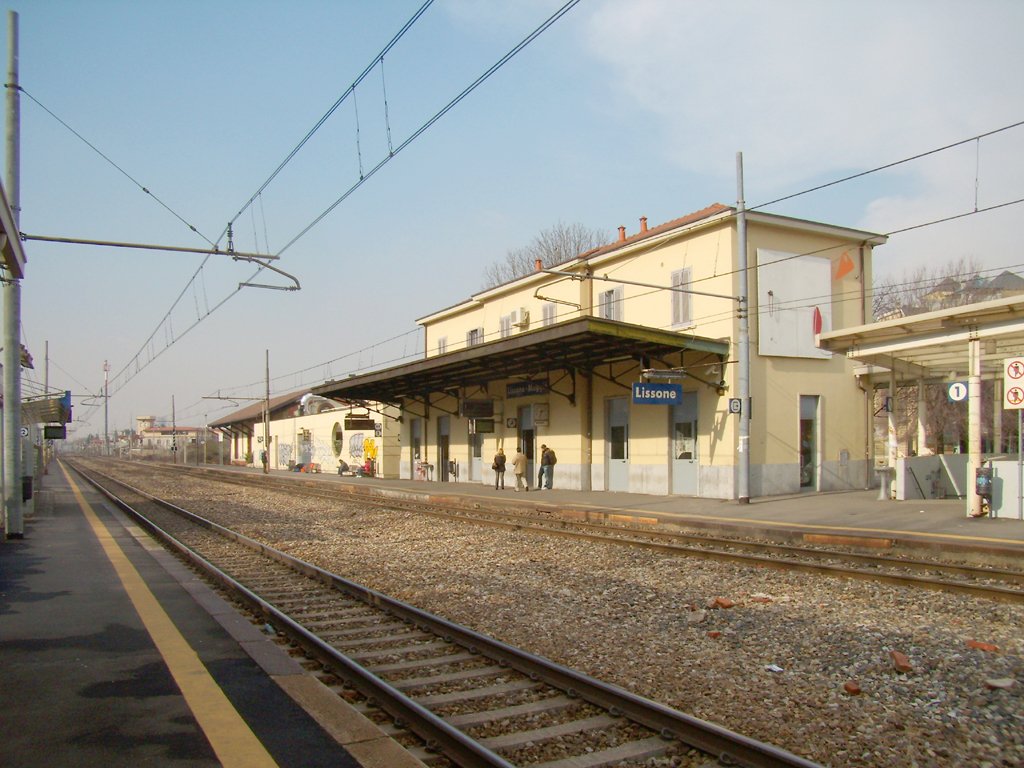
Lato binari

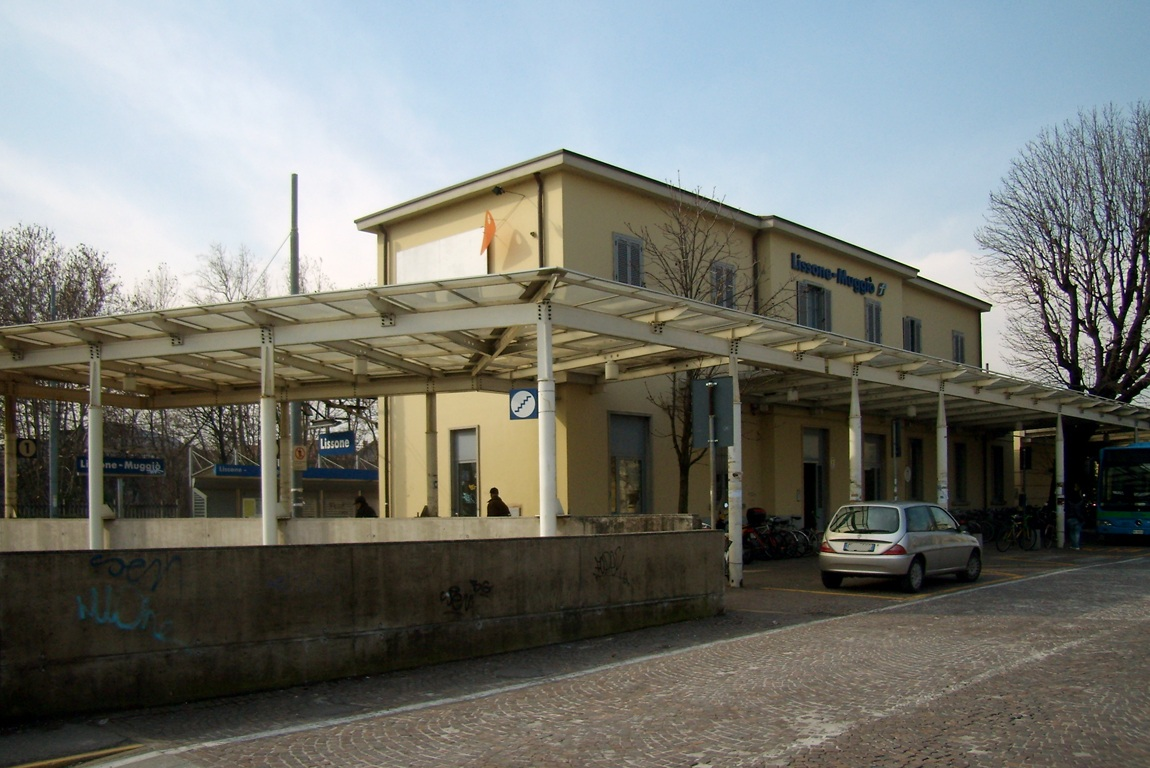
Lato principale

Il piazzale del ferro è composto dai due binari di corsa per il servizio passeggeri:
- Binario 1: treni in direzione Monza, Milano e Albairate;
- Binario 2: treni in direzione Saronno, Seregno, Como, Chiasso e Bellinzona.

Esisteva anche un terzo binario, oggi eliminato, che intercorreva tra i binari 1 e 2, che però era utile per il passaggio dei treni merci e ad altri che transitavano a Lissone senza fermata, evitando così di congestionare il traffico ferroviario.
Le banchine di attesa dei passeggeri sono coperte da una pensilina su entrambi i binari, collegati tra di loro da un sottopassaggio pedonale.
L'impianto disponeva anche di uno grande scalo merci (oggi parcheggio di interscambio) che in passato era impiegato per trasporti merci ferroviari dalle imprese mobiliere del territorio lissonese, ora eliminato per l'affermarsi del trasporto su gomma. A ridosso dello stesso parcheggio è stato edificata  una ciclofficina per la custodia e la manutenzione di biciclette. L'iniziativa ha lo scopo di incentivare l'uso della bicicletta come mezzo principale per usufruire della stazione, visti i posteggi insufficienti per l'attuale utenza che raggiunge la stazione prevalentemente in auto.

## Movimento
La fermata è servita dai convogli in servizio sulle linee S9 e S11 del Servizio ferroviario suburbano di Milano operate da Trenord nell'ambito del contratto di servizio stipulato con la Regione Lombardia.

## Interscambi
Dal piazzale antistante l'ingresso e nelle immediate vicinanze della stazione effettuano fermata alcune linee automobilistiche, gestite da Brianza Trasporti e dalla linea che collega Monza a Cantù.
- Fermata autobus

## Servizi
La stazione offre i seguenti servizi:
- Sala di attesa
- Servizi igienici
- Rivendita dei biglietti a sportello interna al bar
- Bar e ristoro
- Parcheggio biciclette coperto e custodito